# Erik Molnár

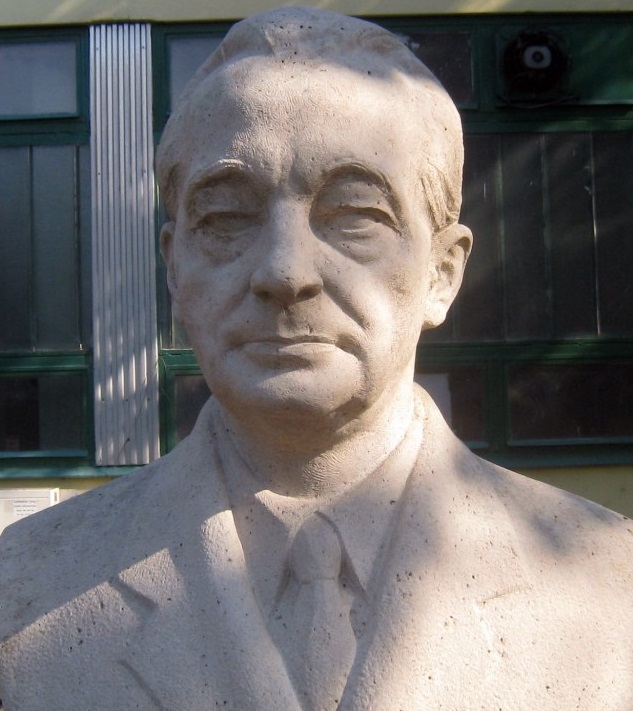
Erik Molnár (Büste von Jenő Grantner de Abony in Kecskemét)

Erik Molnár (* 16. Dezember 1894 in Újvidék, Komitat Bács-Bodrog, Königreich Ungarn, heute Serbien; † 8. August 1966 in Budapest) war ein ungarischer Jurist, Historiker, Hochschullehrer und Politiker der Sozialdemokratischen Partei Ungarns MSZDP (Magyarországi Szociáldemokrata Párt) sowie später der Ungarischen Sozialistischen Arbeiterpartei MSZMP (Magyar Szocialista Munkáspárt), der unter anderem von 1944 bis 1947 Wohlfahrtsminister, zwischen 1947 und 1948 Außenminister, zwischen 1950 und 1952 Justizminister, von 1952 bis 1953 erneut Außenminister sowie zwischen 1954 und 1956 abermals Justizminister der Ungarischen Volksrepublik war. Für seine Verdienste als Historiker wurde ihm 1948 und 1963 der Kossuth-Preis verliehen.

## Leben

### Studium, Erster Weltkrieg und Rechtsanwalt
Molnár, der aus einer Familie der Mittelschicht stammte, legte 1912 sein Abitur am italienischen Gymnasium in Fiume ab und begann im Anschluss ein Studium der Rechtswissenschaften an der Königlich Ungarischen Universität in Budapest. Dieses Studium unterbrach er jedoch, nachdem er im Zuge des Ersten Weltkrieges 1915 zum Militärdienst eingezogen wurde. Als Angehöriger des 20. Infanterieregiments geriet er 1916 in russische Kriegsgefangenschaft, die er in einem Lager bei Wladiwostok verbrachte.
Nachdem er 1920 zu seinen Eltern nach Kecskemét zurückgekehrt war, setzte er sein Studium der Rechtswissenschaften an der Universität Budapest sowie der Universität Wien fort und schloss sein Studium 1922 mit der Staatsprüfung ab. Zugleich erwarb er einen Doktortitel in Rechtswissenschaften und übernahm nach seiner anwaltlichen Zulassung 1924 in Kecskemét die Rechtsanwaltskanzlei seines Bruders, der ausgewandert war. In der Folgezeit engagierte er sich, geprägt vom Marxismus, insbesondere bei der juristischen Vertretung von mittellosen Mandanten und erhielt den Beinamen „Anwalt der Armen“.

### Beginn des politischen Engagements und Zweiter Weltkrieg
1928 trat Molnár der Sozialdemokratischen Partei Ungarns MSZDP (Magyarországi Szociáldemokrata Párt) als Mitglied bei und wurde bereits kurz darauf als deren Vertreter zum Mitglied des Stadtrates von Kecskemét gewählt. Zugleich begann er mit dem Verfassen von Artikeln wie zum Beispiel für die von József Madzsar herausgegebene Sozialenzyklopädie Társadalmi lexikon. Zu dieser Zeit trat er auch der illegalen Kommunistischen Ungarischen Partei KMP (Kommunisták Magyarországi Pártja) bei und gab ein Schwarzbuch über die Aktivitäten der Polizei unter dem ungarischen Reichsverweser Miklós Horthy heraus. Neben seiner politischen Arbeit war er auch Dozent an der Calvinistischen Rechtsakademie Kecskemét (Egyetemes Református Jogakadémia) und schrieb Artikel für Zeitschriften wie Társadalmi Szemle, Gondolat und Korunk. Während dieser Zeit begann er auch mit der Veröffentlichung von Monografien, die in den Verlagen von Erik Jeszenszky, István Pálfai und Lajos Szentmiklósy herausgegeben wurden, wie zum Beispiel A magyar agrárkérdéshez (1937) über die ungarische Agrarfrage.
Nach der Besetzung Ungarns durch die deutsche Wehrmacht am 19. März 1944 wurde Molnár im April verhaftet und befand sich bis Oktober 1944 in einem Internierungslager. Nach der Befreiung durch die Rote Armee fungierte er zwischen November und Dezember 1944 als Bürgermeister von Kecskemét und wurde am 17. Dezember 1944 zum Mitglied der Provisorischen Nationalversammlung (Ideiglenes Nemzetgyűlés) gewählt. Zugleich trat er der am 5. November 1944 (wieder-)gegründeten Ungarischen Kommunistische Partei bei und wurde Mitglied des Zentralkomitee (ZK).

### Nachkriegszeit

#### Republik Ungarn (1946–1949)
In der am 22. Dezember 1944 von Ministerpräsident Béla Miklós gebildeten provisorischen Regierung (Ideiglenes Nemzeti Kormány) übernahm er das Amt des Wohlfahrtsministers (Népjóléti miniszter) und bekleidete dieses auch in den nachfolgenden Regierungen von Zoltán Tildy, Ferenc Nagy und Lajos Dinnyés bis zum 24. September 1947.
Am 4. November 1945 wurde Molnár sowohl im damaligen Komitat Pest-Pilis-Solt-Kiskun als auch im damaligen Komitat Bács-Bodrog wieder zum Mitglied der Nationalversammlung (Nemzetgyűlés) und gehörte diesem mit kurzen Unterbrechungen bis zu seinem Tode an. Im Rahmen einer Regierungsumbildung übernahm er am 24. September 1947 in der Regierung von Ministerpräsident Lajos Dinnyés das Amt des Außenministers (Külügyminiszter) von Ernő Mihályfi und bekleidete dieses Amt bis zu seiner Ablösung durch László Rajk am 5. August 1948. Auf dem Gründungskongress der Partei der Ungarischen Werktätigen MDP (Magyar Dolgozók Pártja), die nach dem Zusammenschlusses der MSZDP mit der MKP am 15. Juni 1948 entstanden war, wurde er wiederum zum Mitglied von deren ZK gewählt.
Nach seinem Ausscheiden aus der Regierung löste Molnár am 10. September 1948 Gyula Szekfű als Botschafter in der Sowjetunion ab und wurde am 13. Oktober 1948 zugleich als Botschafter in Finnland akkreditiert und bekleidete diese Posten bis zum 17. Juli 1950. 1948 wurde er erstmals mit dem Kossuth-Preis ausgezeichnet.

#### Volksrepublik Ungarn (1949–1966)

##### Rákosi-Ära und Liberalisierung unter Imre Nagy
Neben seiner diplomatischen Tätigkeit wurde Molnár am 1. Oktober 1949 Mitglied der Ungarischen Akademie der Wissenschaften MTA (Magyar Tudományos Akadémia) und fungierte vom 29. November 1949 bis zu seinem Tode am 8. August 1966 als Mitglied von deren Präsidium und Vorsitzender des Ausschusses für Geschichtswissenschaften. 1950 übernahm er zudem eine Professur an der Eötvös-Loránd-Universität (ELTE) und wurde zugleich Direktor des dortigen Instituts für Geschichte. Nach seiner Rückkehr aus Moskau übernahm er am 17. Juli 1950 von István Ries das Amt des Justizministers (Igazságügy-miniszter) in der Regierung von Ministerpräsident István Dobi und hatte dieses bis zum 14. November 1952 auch in der Regierung von Ministerpräsident Mátyás Rákosi inne. Im Zuge einer neuerlichen Regierungsumbildung wurde er am 14. November 1952 als Nachfolger von Károly Kiss abermals Außenminister und bekleidete dieses Ministeramt bis zum 2. Juli 1953.
Nach seinem neuerlichen Ausscheiden aus der Regierung wurde Molnár am 30. Oktober 1953 Präsident des Obersten Gerichtshofes (Legfelsőbb Bíróság) und bekleidete dieses Amt bis zum 24. Juli 1954. Als solcher war er im Zuge der vorsichtigen Liberalisierung und Entstalinisierung während der ersten Regierung von Ministerpräsident Imre Nagy mitverantwortlich für die Rehabilitierung zahlreicher Opfer der Schau- und Geheimprozesse der stalinistischen Ära von Mátyás Rákosi. Am 30. Oktober 1954 übernahm er von Ferenc Erdei in der ersten Regierung Nagy dann selbst wieder das Amt des Justizministers und bekleidete dieses Ministeramt auch in der Regierung von Ministerpräsident András Hegedüs sowie der zweiten Regierung Nagy bis zum 30. Oktober 1956.

##### Zeit nach dem Volksaufstand

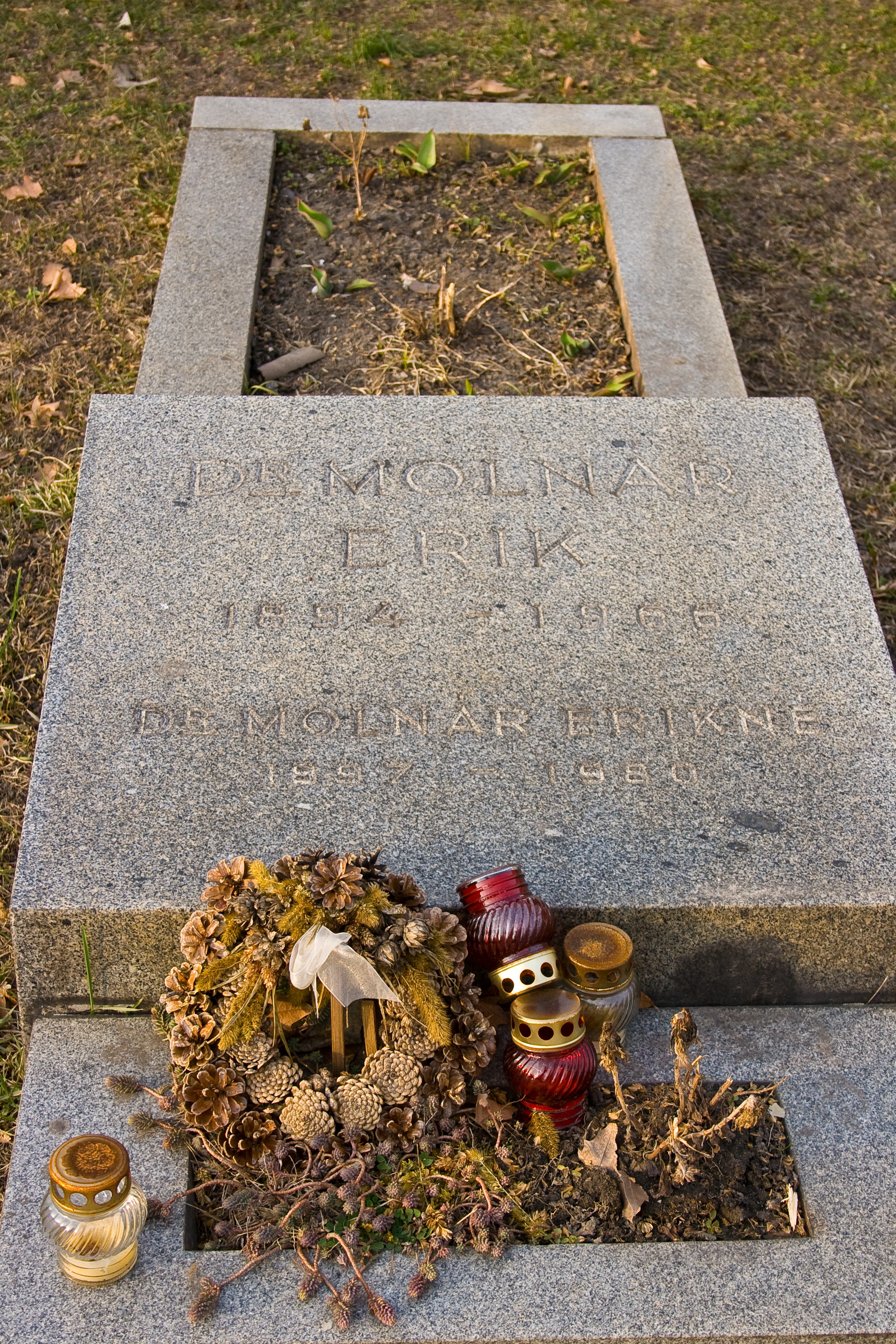
Grab von Erik Molnár auf dem Kerepescher Friedhof (Kerepesi temető) in Budapest

Im Zuge des aufkommenden Volksaufstandes trat Molnár am 30. Oktober 1956 von seinem Ministeramt zurück und übernahm wieder seine Funktion als Vorsitzender des Ausschusses für Geschichtswissenschaften der Akademie der Wissenschaften. Zugleich übernahm er 1957 auch wieder seine Professur für Geschichte an der Eötvös-Loránd-Universität und lehrte dort bis zu seinem Tode. Daneben wurde er Leiter der Abteilung für historischen und dialektischen Materialismus der ELTE. Des Weiteren war er zwischen 1957 und 1962 Präsident der Redaktionskommission der historischen Fachzeitschrift Századok, deren Redaktion er bereits seit 1949 angehört hatte. 1958 wurde er Nachfolger von Erzsébet Andacs als Präsident der Historischen Gesellschaft (Magyar Történelmi Társulat) und bekleidete diese Funktion nach zwei Wiederwahlen bis zu seinem Tode, woraufhin Győző Ember seine Nachfolge antrat. Zudem fungierte er seit 1958 als Herausgeber der Zeitschrift Acta Historica. In diesen Funktionen gab er eine Reihe von Studien zu nationalen Themen heraus und war maßgeblich an der Veröffentlichungen der 1964 und 1967 erschienenen zweibändigen Geschichte Ungarns (Magyarország története) beteiligt.
1963 wurde er zum zweiten Mal mit dem Kossuth-Preis geehrt und zugleich Präsident der ungarischen Gruppe der Interparlamentarischen Union (IPU). 1964 verlieh ihm die Jagiellonen-Universität zu Krakau einen Ehrendoktor der Geschichtswissenschaften. Nach seinem Tode wurde Molnár auf dem Kerepescher Friedhof (Kerepesi temető) in Budapest bestattet.

## Veröffentlichungen
Molnár verfasste als Historiker zahlreiche Fachbücher, die sich mit Themen wie Französische Revolution, Geschichte der Arbeiterbewegung, Entwicklung des Landbesitzes und der Bauernschaft sowie Klassenkampf beschäftigten, aber auch Nationalismus und Dogmatismus behandelten. Zu seinen Veröffentlichungen gehören:
- A magyar agrárkérdéshez, Verlag Szentmiklósy Lajos, Budapest, 1937
- Dialektika, Verlag Jeszenszky Erik, Budapest, 1941
- Magyar őstörténet, Verlag Szentmiklósy Lajos, Budapest, 1942
- A feudalizmus kialakulása Magyarországon, Verlag Szentmiklósy Lajos, Budapest, 1942
- Az árpádkori társadalom. A gazdasági alap, Verlag Szentmiklósy Lajos, Budapest, 1943
- Az árpádkori társadalom. A felépítmény, Verlag Szentmiklósy Lajos, Budapest, 1943
- Dialektika. Tanulmányok, Budapest, 1945
- Szent István, Budapest, 1945
- A magyar társadalom története az őskortól az Árpádkorig, Budapest, 1945, 1949
- A zsidókérdés Magyarországon, Budapest, 1946
- Demokratikus egészségpolitika, Budapest, 1946
- A szocializmus történetéből, Budapest, 1947
- A magyar társadalom története az Árpádkortól Mohácsig, Budapest, 1949
- A magyar társadalom a X–XII. században. 1949/50. tanév II. félévi előadások jegyzete, Budapest, 1950
- Magyar történet a XIII–XIV. században. 2. évesek számára, Budapest, 1950
- A történelmi materializmus ideológiai előzményei, Budapest, 1952
- A feudalizmus kialakulása Magyarországon. Az Árpádok kora, Budapest, 1952
- A magyar nép őstörténete, Budapest, 1953, 1954
- A történelmi materializmus filozófiai alapproblémái, Budapest, 1955, 1961
- A marxista filozófia és népi demokráciánk kérdései, Budapest, 1956
- A jelenkori kapitalizmus néhány gazdasági problémája, Budapest, 1959
- Dialektikus materializmus és társadalomtudomány, Budapest, 1962
- A marxizmus szövetségi politikája 1848–1889, Budapest, 1967
- Válogatott tanulmányok, Herausgeber: György Ránki,  Budapest, 1969